# 金瓶梅2：愛的奴隸
《金瓶梅2：爱的奴隶》，香港三级片，导演钱文锜，主演若菜光、早川濑里奈、上原卡艾拉、林伟健、梁敏仪、谭干聪。该片改编自明朝兰陵笑笑生《金瓶梅》。

## 剧情
北宋，西门庆自从娶了明月之后，不能满足自己的性欲，便在外头寻欢问柳，他看中了民妇潘金莲，用计谋毒死了武大郎，娶了潘金莲，但是他还不满足，又看中了了花子虚的妻子李瓶儿，他又用计谋害死花子虚，娶了李瓶儿，武大郎的弟弟武松回来之后，誓言为哥哥武大郎报仇雪恨，但是被西门庆用计谋使用婢女春梅作为假证，控诉武松强奸，结果武松被充军，而春梅也荣升为妾。由于西门庆过度性交，导致身体转衰，最终被自己的妻妾春梅杀害。

## 演出
| 演员       | 角色   | 粵語配音 | 備註 |
| 林偉健     | 西門慶 | 梁焯满   | 因為生性好色，最終仍被性欲所害死。 |
| 若菜光     | 明月   |          | 原為尼姑，後被西門慶娶為大房，卻遭西門慶冷落，曾指使侍女春梅協助其設法鬥垮潘金蓮及李瓶兒，更因此帶春梅前去補膜，最後被春梅下春藥，心理不正常時常拿著角先生自慰，春梅遂慫恿竹竿前往滿足明月，在跟竹竿發生性行為咬斷陰莖後繼續拿角先生自慰而刺穿了陰道大动脉導致失血过多而死亡。               |
| 上原卡艾拉 | 李瓶兒 |          | 原為花子虛的老婆，卻被西門慶看上，兩人發生姦情，西門慶為了奪取李瓶兒成為自己的妻子，因而謀殺害死花子虛，隨後並迎娶李瓶兒成為三房，後因拒絕西門慶邀請竹竿與其共同歡樂而致使西門慶不滿，遂出策惡整之，在被西門慶等人化妝的五個夜行賊強姦後抑鬱寡歡、足不出戶，後被明月下藥，精神不正常而死亡。 |
| 早川濑里奈 | 潘金蓮 |          | 原為武大郎的妻子，但卻因撐杆掉落而重識西門慶，並在潘金蓮的引誘之下發生姦情，在王夫人的牽線下，西門慶毒死了武大郎，而娶了潘金蓮成為二房，潘會用私處接收及投射葡萄討西門慶歡心，最後因西門慶遭春梅下藥而無法停止性行為遂強行抓潘金蓮洩慾，性行為過後當場被活活操死。                           |
| 梁敏儀     | 龐春梅 |          | 西門慶的侍女，因為願意幫武松報仇但卻被西門慶用計謀使用作為假證控訴武松強姦，結果武松被充軍，春梅遂博得西門慶及明月的信任而升任侍女總管，在李瓶兒抑鬱時分被西門慶納為四房，曾引發潘金蓮不悅，最後利用自己的獻身而將西門慶逐漸逼往死路，西門家族滅亡後，春梅與武松會合。                       |
| 谭干聪     | 花子虚 |          | 西門慶的好兄弟，後被西門慶派人活活打傷致死。 |
| 梁焯满     | 竹竿   | 古明華   | 西門慶的跟班，常與西門慶共享性慾，最後被明月咬斷陰莖致死。 |
| 吴庆哲     | 武松   | 黃志明   | |
| 吴志雄     | 武大郎 | 陳旭明   | |
| 李健仁     | 怪醫   | 黃鳳英   | |

## 分級制度
依香港電影分級制度本片屬於第Ⅲ級，18歲以上人士收看。

## 制作
该片的监制是王晶。